# The Loved Ones (groupe américain)
Pour les articles homonymes, voir The Loved Ones.
The Loved Ones est un groupe américain, de punk rock, originaire de Philadelphie, en Pennsylvanie. Formé fin 2003, le groupe est composé de Dave Hause (voix principale, guitare), David Walsh (guitare), Chris Gonzalez (basse/guitare), Michael Cotterman (basse) et Mike Sneeringer (batterie). Ils sont actuellement signés par Fat Wreck Chords.
Le groupe n'a jamais été officiellement séparé. Mais en plus des membres faisant d'autres projets, le groupe a eu peu d'activité de 2010 à 2016, date à laquelle ils font une tournée pour leur dixième anniversaire.

## Histoire
Le groupe est formé fin 2003 par Dave Hause, dont le groupe The Curse venait de se séparer, bien qu'il soit toujours dans Paint It Black. Il est rejoint par Michael « Spider » Cotterman, ancien bassiste de Kid Dynamite pour qui Hause était roadie, et Michael Sneeringer, batteur de Trial by Fire. En juillet 2004, Hause quitte Paint It Black pour se concentrer sur The Loved Ones. La première sortie du groupe est une démo auto-éditée de quatre chansons en 2004. L'année suivante, ils sortent un EP, The Loved Ones, sur Jade Tree Records.
Alors que Hause travaillait comme roadie pour The Bouncing Souls, le groupe a l'opportunité de faire une tournée avec The Bouncing Souls, ainsi qu'avec NOFX. Impressionné par le groupe, Fat Mike, le leader de NOFX, les signe sur son label Fat Wreck Chords. Fat Wreck sort le premier album du groupe, Keep Your Heart, en 2006. Leur chanson 100K est utilisée dans le jeu Saints Row en 2006. En décembre 2006, un message sur la page Myspace du groupe annonce que Cotterman quitte le groupe. Il est remplacé par Chris Gonzalez et le groupe s'adjoint les services du second guitariste David Walsh. Tous deux étaient auparavant membres du groupe The Explosion, qui avait annoncé sa séparation peu après le départ de Cotterman.
Le groupe sort son deuxième album Build and Burn le 5 février 2008. L'album est produit par Pete Steinkopf et Bryan Kienlen des Bouncing Souls. Le 3 février 2009, le groupe sort Distractions, son troisième album pour Fat Wreck Chords. L'EP se compose de trois chansons originales, dont deux (Distracted et Last Call) sont inédites et l'autre (Spy Diddley) est publiée à l'origine dans le cadre du Fat Wreck Chords X-Mas Bonus en 2006. Les trois derniers titres de l'EP sont des reprises de Johnny 99 de Bruce Springsteen, Lovers Town Revisited de Billy Bragg et Coma Girl de Joe Strummer.
Au cours de l'été 2010, The Loved Ones entame sa première tournée en Australie. Gonzalez n'a pas pu participer à la tournée, et le bassiste d'origine Cotterman rejoint donc le groupe pour la tournée. Dave Hause sort son premier album solo intitulé Resolutions le 24 janvier 2011 sur le label Paper + Plastick, et a depuis sorti plusieurs albums et EP en solo.
Bien que le groupe n'ait pas sorti de nouvelle musique depuis 2009, il part occasionnellement en tournée. Par exemple, le groupe a fait une « tournée mondiale » de trois dates en 2015, jouant à Asbury Park, New Jersey, et Philadelphie, en avril et à Groezrock en Belgique en mai. Ces concerts réunissent les cinq membres, Cotterman à la basse, Gonzalez, Walsh et Hause à la guitare. Puis, en 2016, le groupe part en tournée pour jouer des concerts célébrant le dixième anniversaire de leur premier album Keep Your Heart (2006, Fat Wreck). Lors de cette tournée, un bâton de bois géant fait partie de l'ensemble du chanteur Dave Hause.

## Discographie

### Albums studio
- 2006 : Keep Your Heart (Fat Wreck Chords)
- 2008 : Build and Burn (Fat Wreck Chords)

### EP
- 2005 : The Loved Ones (Jade Tree Records)
- 2009 : Distractions (Fat Wreck Chords)